# 板橋駅 (忠清南道)

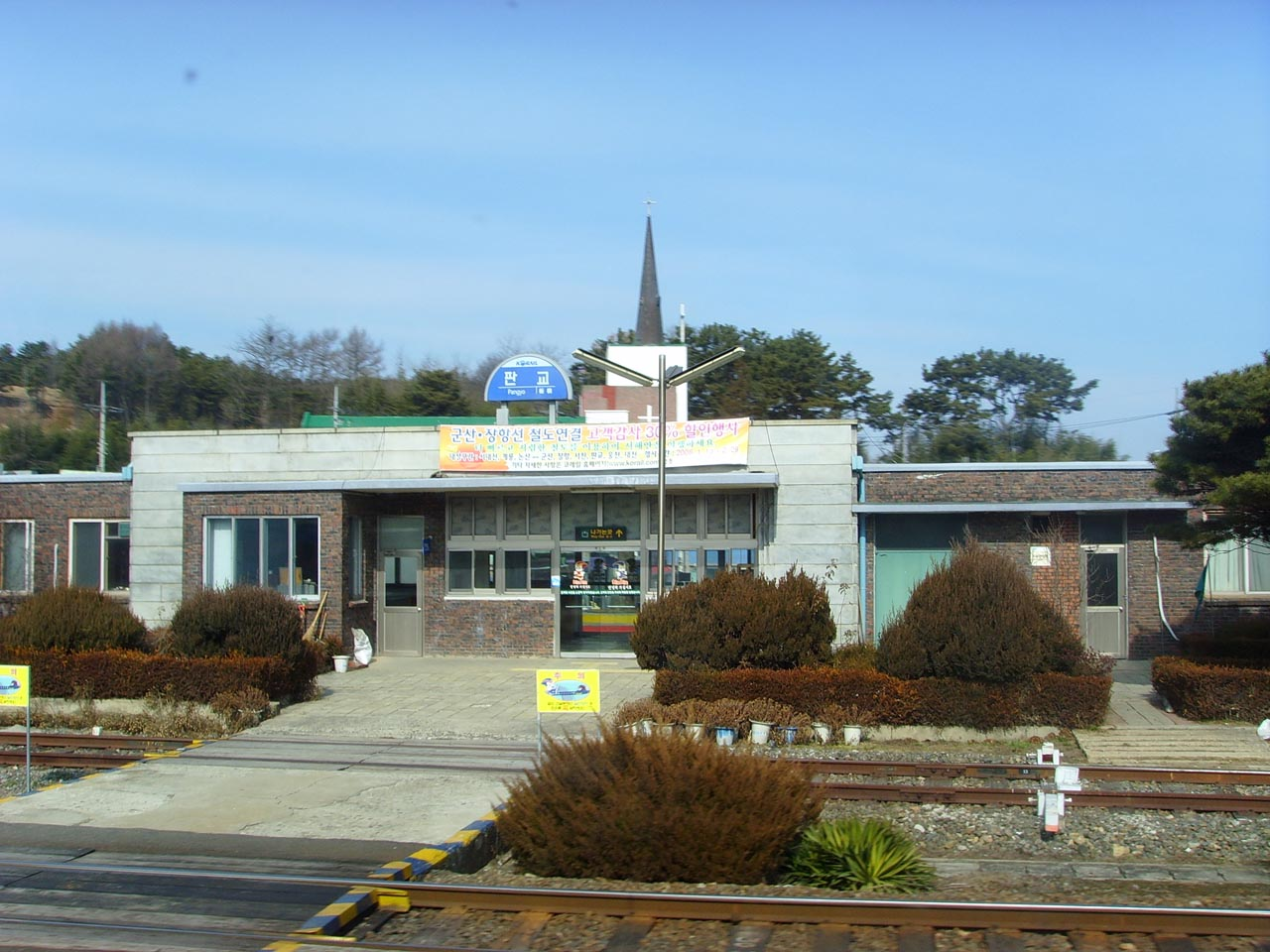
移転前の駅舎

板橋駅（パンギョえき）は大韓民国忠清南道舒川郡板橋面苧山里にある韓国鉄道公社長項線の駅である。

## 駅構造
- 島式ホーム2面4線の地上駅。

## 駅周辺
- 五成初等学校
- 板橋中学校
- 板橋面事務所

## 沿革
- 1930年11月1日 - 開業。
- 2008年11月28日 - 長項線の線形改良に伴い、現在地に移転。

## 隣の駅
韓国鉄道公社
長項線
熊川駅 - 板橋駅 - 舒川駅